# Хатмат
Хатмат (фр. Hattmatt) насеље је и општина у источној Француској у региону Алзас, у департману Доња Рајна која припада префектури Саверн.
По подацима из 2011. године у општини је живело 685 становника, а густина насељености је износила 165,06 становника/km². Општина се простире на површини од 4,15 km². Налази се на средњој надморској висини од 185 метара (максималној 234 m, а минималној 173 m).

## Демографија
| 1962. | 1968. | 1975. | 1982. | 1990. | 1999. | 2011. |
| ----- | ----- | ----- | ----- | ----- | ----- | ----- |
| 577   | 615   | 622   | 621   | 591   | 681   | 685   |

График промене броја становника у току последњих година